# 臺灣對東日本大震災之援助及各界反應
臺灣在日本於2011年3月11日下午2時46分發生東北地方太平洋近海地震（矩震級9.0, 所釋放能量約為矩震級7.6之1999年921大地震的126倍）後，即針對海嘯進行預警疏散、迅速派遣救難隊赴日、提供金錢援助、並協助臺灣僑民與上百名他國政府人員及僑民撤至臺灣。中央政府、各地方政府、主要政黨、企業界、影視圈、慈善與宗教等民間團體亦踴躍響應捐助金錢物資，並親赴災區賑濟和協助短中長期重建。臺灣政府與臺灣人民捐助至少200億日圓（外交部報告數字為新臺幣68.4億，因捐助管道有別且各時期匯率差異而有66至73億元等不同估算），居世界第一，且超過有捐款的其他93個國家總額。由台灣寄出的救援物資保守估計亦超過上千公噸。日本政府及日本傳播媒體對此向台灣表達感謝之意。依參與之廣、時間之久、金額之高，此次對「東日本大震災」之援助堪稱臺灣史上最大規模的國民外交。
針對東京電力福島第一核電站事故等處之持續性事故，除各相關政府部門採取因應措施，主要政黨、環保團體、學術界等公民社會亦重新檢討能源與工業政策。此一發生於鄰邦之「複合式災難」，對於台灣的防災預警思維、救災動員措施、推動非核家園，以及增進臺灣和日本兩地關係，均有重要影響。

## 背景
除了延續多年來對鄰國或友邦災難（如2004年印度洋大地震與2010年海地地震）的人道援助實踐，中華民國政府與台灣人民對日本震災的踴躍捐輸被認為與台灣和日本長久的歷史淵源、近似的生活習慣及文化、相對平穩的關係、民間觀光互動交流密切、及同為分享自由人權法治等理念的民主國家有關，也就是總統馬英九和副總統蕭萬長等所稱的「特殊夥伴關係」。此外，日本在1999年921大地震與2009年莫拉克颱風八八水災時對台灣迅速、慷慨且友善的捐助、派遣最多救難隊、提供安全組合屋等情誼也是重要因素。
地震發生當天，即有臺灣網友在YouTube上傳名為《台灣如何看待日本311》（台湾は日本国民に捧げます）的影音檔，記錄下臺灣人民在第一時間的關切與溫馨祝福，希望日本平安地重新站起來。臺灣網友們陸續製作的影片《為日本祈福！》（Pray for Japan！）不但引起廣泛共鳴、也反映了臺灣人的情義與中华民国与日本兩國人民間的親善。

## 災後立即作為

### 外交部等各級政府機關捐款
時任中華民國總統馬英九在地震發生後即致電時任日本首相菅直人轉達政府與人民的慰問，並指示國內搜救隊整備待命，行政院院長吳敦義亦表示同情與關切。 當時的外交部部長楊進添奉總統令指示駐日代表馮寄台以政府名義捐贈1億880萬元新台幣協助日本賑災，並告知正在台北訪問的前首相海部俊樹。此外，外交部賑災專戶與中央銀行國庫局等16個政府單位總計已經募得各界協助日本重建捐款約新台幣7.5億元，並直接撥交日方。

### 派遣救難團隊
由台灣搜救總隊等民間救難單位組成的35人救難團隊於3月13日抵達千葉縣成田市成田國際機場，由內政部消防署與台北市、新北市及台南市等地方政府聯合編組的搜救隊28人則於3月14日飛抵東京都羽田機場，並轉往災區協助搜救。該隊十五日上午從駐日代表處出發，前往仙台救災。搜救隊於當地下午三時十分抵達宮城縣綜合運動公園，與法國、南韓、俄羅斯及日本當地搜救隊會合。官方的台灣國家災難救援緊急醫療團（TaiwanIHA）成員、國軍軍醫醫療團隊、和民間的台灣路竹醫療和平會等團體亦待命整備前往災區協助救治。

### 協助本國與外國撤離政府人員與僑民
外交部也表示正聯絡災區的旅日台灣僑民，並協助欲撤離的台僑，有相關需求的僑胞可與駐日代表處及各辦事處聯繫。
中華民國政府並對上百名自日本撤來台灣的美國、歐洲、澳洲與其他國家政府駐外人員、眷屬、僑民等提供必要協助。總統馬英九在接見美國共和黨籍眾議院議員丹·柏頓（印地安納州）時表示「我們很高興美國把我們看做是朋友，以台灣作為外交人員眷屬的安置地」。

### 各界募款與賑濟
各中央與地方政府機關、慈善與宗教團體（包括中華民國紅十字會、慈濟基金會、台灣世界展望會、法鼓山、大龍峒保安宮等）、企業界（如長榮集團總裁張榮發等）、影視圈、農會、與台灣醫界聯盟等機關、團體與個人也發動賑災募捐，馬總統與第一夫人周美青及各級政府首長與各界知名人士並親自加入電話募款。中華民國旅日棒球員王貞治與藝人翁倩玉也返台表達感謝。國內主要政黨，國民黨、民進黨、台聯亦參與捐募款活動，其中，民進黨的「平安日本-震災捐款」募得約八千六百萬元，並直接匯予日本紅十字會。此外，部分政府機關與臺灣人將款項直接捐給日本交流協會等日方機構，其金額亦已達約新台幣4.33億元。截至7月，全國援日款總金額已達至少新台幣73.64億元（約相當於日幣200億元或美金2.52億元），上千公噸的食物、礦泉水、衣服、毛毯、睡袋、棉被、衛生用品、家電用品、和發電設備等賑災物資亦於3月14日起陸續運抵日本。
與此同時，台灣網友也透過最適於廣為宣傳、可即時且長時聯繫全球的台灣人以發揮募捐效果的社群網站「臉書」（Facebook）上開設許多為日本災民打氣祈福及提供具公信力援助方式的專頁。台灣四大名山和台灣日本各佛教宗派共同發起祈福勸募，透過抄經、誦經，為日本祈福。
此外，近百名慈濟與慈青志工在災後第五天進入災區，以台灣志工名義，在不到十度的低溫中長途跋涉，每天清晨從東京出發，持續前往茨城縣大洗町、岩手縣大船渡市和陸前高田市、與宮城縣石卷市和氣仙沼市等重災區勘災探訪，發放見舞金、烹煮供應數千人份的熱食熱湯，如咖哩飯、炒米粉、味噌湯等等，溫暖災民身心，並包辦出發前的準備、現場料理、以及善後恢復。之後，並獲得日本政府信任前往埼玉縣避難所慰問上千位自福島縣核電廠撤離之受災民眾。災後十日，開始發放數十噸物資，參與規劃中長期的援助，至今仍持續關懷。
此外，許多海外台灣僑團、社團如北美洲台灣人醫師協會基金會、美國台灣人獅子會、南加州台灣大專聯合校友會、大洛杉磯台灣會館、洛杉磯西北區台灣同鄉會、北美彰化同鄉會、民進黨美西黨部、阿根廷台灣僑界等亦紛紛籌募捐款，並已至少轉交約十萬美元援日。當時效力日本職棒的台灣投手陳偉殷亦於震後宣布捐款200萬日幣給災民。

## 各界後續行動

### 立法院長率團訪日
立法院院長王金平於4月20日以最高民意機關國會議長身分率領「東日本震災台灣慰問訪日團」（團員包括前考試院長與駐日代表許水德、行政院政务委员尹啟銘、立法院台日國會聯誼會會長李鴻鈞、台灣世界展望會代表、中華民國紅十字會代表、慈濟代表）訪問日本三天，代表政府與人民把募得的款項捐給日本，拜會前首相麻生太郎、鳩山由紀夫、參議院議長西岡武夫、眾議院副議長衛藤征士郎、日華議員懇談會會長平沼赳夫、北海道知事高橋晴美等，表達台灣對日本震災表達哀悼、慰問、關懷與激勵，也協助並期盼日本的救災與重建儘快完成。總統馬英九也表示這顯示了台日間的良好友誼。

### 臺南市協助姊妹市仙台市
台南市的姊妹市仙台市是宮城縣縣廳所在地，震央就在仙台市外海，地震發生後，台南市政府除派出五名救難人員前往參與救災，並發起「關懷友誼希望－送愛到仙台」募款晚會。台南市市長賴清德和議長賴美惠等於4月22日訪日三天，會見宮城縣副知事若生正博，並代表187萬市民捐贈日幣一億零七十七萬餘元的善款，由仙台市長奧山美惠子代表接受。台南市將邀請田地因海嘯侵襲而無法耕作的日本農民至台南進行農業交流。台南市奇美實業公司所屬基金會將邀請日本年輕人至台南免費短暫居住，也歡迎中老年人到台南常驻，以弭平因災害所造成的傷痕。

### 率先協助日本重振觀光
由於日本東京都廳及北海道廳提供的每日檢測輻射濃度均在正常值內，中華民國外交部於4月20日將關東地區、北海道東部及南部沿海地區的旅遊警示燈號由紅色（建議國民不宜前往）調降為灰色（提醒國民注意），並自6月13日起解除福島縣以外地區之紅色及灰色旅遊警示燈號。日本國土交通省觀光廳次長武藤浩、沖繩縣副知事上原良幸、兵庫縣、長野縣輕井澤町、櫪木縣日光市、北海道小樽市等地政府首長官員也來台說明大部分地區已經恢復正常，環境及食物輻射值也都嚴密監控中，歡迎台灣觀光客前往日本旅遊。
立法院長王金平與台南市長賴清德等首長與民代於均承諾將於短期內再率團赴日，以行動破除不實訊息，刺激因震災受創的觀光產業復甦，促進台日交流。由於平時佔北海道外國觀光客四成以上（25萬人次）的台灣遊客在震災後裹足觀望，王金平院長乃於大地震滿兩個月的5月12日率領14位立法委員、外交部官員、財經和旅遊業界人士及台灣觀光客等共兩百人的「台灣北海道觀光振興訪問團」飛抵新千歲機場，並參訪札幌市、小樽市、釧路市和阿寒湖等地，希望帶動國際觀光客迅速恢復到北海道旅遊。日本防衛副大臣小川勝也向訪問團表示感謝台灣對日本震災的快速馳援，也希望台灣觀光客多多訪日，拉抬經濟。北海道知事高橋晴美表示，札幌與釧路櫻花正陸續盛開，6、7月賞薰衣草、秋季見楓紅、冬季是銀白世界，而王金平院長是震後到北海道訪問的最高層人物，這個團也是震後最大的海外觀光團，對重振觀光事業有重大意義，北海道不會忘記台灣的恩義，她也將於秋天陪同贈送的一對丹頂鶴訪問台灣，慶祝中華民國建國百年。賴清德市長則在大地震滿三個月時率領305名台南游客赴東京都、長野縣輕井澤町、與台南市的另一姊妹市櫪木縣日光市觀光，造訪聯合國世界文化遺產東照宮及鬼怒川溫泉，日本執政黨民主黨友台組織「日台交流會」所屬三名眾議院議員、日光市市長與議長也親迎表示歡迎。
東京淺草寺旁賣甜點的小店至2013年還貼著王金平率團赴日刺激觀光的照片，店老闆說現在觀光客回流了，真的很感謝台灣雪中送炭。

### 支援災民赴臺住宿交流
除前述台南市政府洽請奇美實業邀請日本人至台南居住，規畫為期3年（2012至2014年）、總經費8百萬的「仙台青年訪府城計畫」，在交通部觀光局的發動號召下，台灣觀光協會、航空業、飯店業等高層亦提供500個免費機位、機場到飯店的免費交通服務、500個免費房間給日本災民抵台使用，以轉換心情，重拾信心。觀光局並於六月底組成「台灣觀光訪日代表團」，除了參加日本觀光廳長官溝畑宏及臺日雙方產、官各界百餘人與會的「第四屆台日觀光高峰論壇」，也到大地震重災區的岩手、宮城、福島三縣捐款約3,200萬日圓（約新台幣1,145萬元），說明提供日本災民訪台的「台灣希望之旅」活動內容。總計邀請招待1,000位日本東北災民來臺散心。

### 政府與民間持續行動
2012年7月，王金平院長率各黨派立委一行十多人抵達受災慘重的宮城縣與福島縣，訪視紅十字會援建臨時診療所及永久醫院相關規畫及進度。訪問團並拜會日本參、眾議院、行政部門及政黨人士，呼籲日本各界多多到台灣投資，落實台日投資協議。
震後兩年多，中華民國紅十字會總會仍持續以國人捐款協助日本災區建造托兒所、高齡者住宅、醫院等。台灣世界展望會也協助宮城縣氣仙沼漁產加工業重振，慈濟等宗教團體提供熱食、為往生者做法會等讓災民同感人間有情。臺灣歌手樂團、布袋戲團等亦陸續到日本岩手縣山田町「重生希望．生命勇氣」等音樂會中義演獻唱。

## 對事故本身及核電安全之檢討反應

### 調整赴日旅遊之警示
因福島第一核電廠事故等核安危機，外交部於3月14日將日本山形與茨城縣列入紅色旅遊警示燈號範圍內。 3月15日再將關東地方（含東京都）列入黃色旅遊警示燈號；同日晚間更將東北地方、關東地方、北海道東部與南部沿岸全列入紅色旅遊警示，並將日本全國（除沖繩縣）全納入灰色旅遊警示範圍。

### 環境與產品輻射監測
行政院原子能委員會於松山、桃園及小港等機場檢測入境國民和國外旅客之輻射劑量。 行政院各部會亦加強檢測日本進口各項商品，監測全國各地環境輻射值、公共給水、農糧產品，監控漁船作業海域並定期檢測漁撈漁獲輻射值。

### 能源政策之檢討辯論
日本核災再度喚起大家對「中國症候群」（The China Syndrome）這部關於核安危機（核電廠核心差點熔燬）與公眾監督真相最有名的電影之記憶。包括民主進步黨、綠黨、環保團體、學術界人士等都強調台灣在斷層及火山帶建核電廠之不當，而「輻射恆久遠、落塵永流傳」，再度呼籲用性命換電力不值得，政府與人民應立即重新檢討核電安全與能源政策。臺灣也因而展開新一波的反核運動，並從核四建地周圍居民及政治人物擴散到藝文演藝圈，如旅日作家劉黎兒便寫了《我們經不起一次核災：政府不回答，也不希望你知道的52件事》與《台灣必須廢核的10個理由》兩本書。

### 關注潛在跨國核污染
東亞與東南亞係核子反應爐密集之區域。其中，亦處於地震多發區的中國現有與將有的數十座核電廠與核電機組之安全亦深受台灣與國際關注，因其距離台灣、澎湖、金門、與馬祖甚近，若發生事故，輻射塵很快就會飄到台澎金馬上空和地表，對台灣甚至世界的威脅與污染自然更大。
英國廣播公司新聞轉述韓國教育科學技術部所屬原子力安全技術院的資料，「最近10年中，從中國飄來的沙塵裏都被檢測出含有核輻射物質『銫』。其濃度雖尚未達到危害健康的程度，但韓國輿論認為，中國在增建核電站的同時，不應忽視輻射物質逐漸增加的現象。」
對於這些憂慮，行政院原能會表示除已於金門設有即時監測站，並將擴增至馬祖、澎湖，以供早期預警。

### 對複合式災難之防範與應變
台灣常年隨時面臨的自然與人為威脅包括地震、海嘯、颱風、水災、山崩、土石流、核災、火災、恐怖活動、中共犯臺之軍事衝突或侵略戰爭、及因而引發的工業經貿金融危機等。同時併發多種事故的東日本震災也促使台灣各級政府與中華民國國軍重新檢討因應類似災害的方式，如何動員所有可用資源與資訊、強化安全措施、落實防災演練、減少對各產業之可能衝擊，有助於對國家安全及預警救難的總體檢。

## 日本政府的反應

### 政府與政界
據日本統計，中華民國政府與台灣人民的捐款合計超過美國，總金額高居世界第一，提供救援和物資的速度也非常迅速。日本輿論認為在人口只有2,300萬，不到美國十分之一的台灣能捐出高於美國的捐款，體現台灣對於日本大地震的真誠同情和聲援。但是日本政府在311週年時，不僅僅唱名時未提到台灣，並且台灣代表遭到冷落，政界此舉輿論嘩然，隨後菅直人被迫只能在臉書上單獨發表感謝文「絆」厚重情誼，也就是日本交流協會台北事務所在其網站上刊登首相菅直人的公開感謝函「日本國內閣總理大臣的致謝辭──「絆」厚重情誼（Kizuna－ the bonds of friendship）」。菅直人另於4月底發布聲明稿，其中再度對台灣各界的慰問激勵支援與高額賑災款、用各種不同形式為日本加油打氣，表示「這一切都在在讓日本國民得到莫大的鼓舞，也讓我們再次感受到心連心的厚重情誼」。日本駐台代表今井正大使於4月11日致呈專函予馬英九總統閣下、行政院長吳敦義、外交部長楊進添，傳達菅直人的感謝函，表示日本人對台灣人民以各種方式給日本人關懷及鼓勵心中滿懷感激；並將新聞稿分送台灣各媒體刊登。今井正亦於同日舉行記者會表達謝忱，他表示台灣各界，從幼稚園到八旬長者都寫了加油打氣的卡片送到交流協會，讓他深受感動，其中附有小卡片的一束花更是震撼了他的靈魂。
日本外務大臣松本剛明對各國捐助表示感謝時首先提到美國，其次就提到台灣，列名在其他國家之前，外交部表示此舉顯示日本對台灣在這次賑災中展現出的台日友情的重視。日本前駐美大使加藤良三亦抵台拜會總統馬英九與立法院院長王金平，代表日本首相與政府，對中華民國政府與臺灣人民在日本強震後的踴躍捐輸及兩國堅定的友誼與感情，表達感謝。
日本前首相森喜朗亦於五月初率「日華議員懇談會」幹事長藤井孝男等25位跨黨派參眾議員訪問台灣兩天，除會晤總統馬英九與台南市長賴清德以感謝捐助，並參加烏山頭水庫日本技師八田與一紀念園區開幕。此外，日本眾議員、自由民主黨總務會會長、前防衛大臣小池百合子亦代表自民黨赴台灣感謝協助賑災，並接受《天下》雜誌訪問錄製「感謝台灣人的情感 （页面存档备份，存于）」，曾親歷阪神大地震並於921大地震後協助賑災的她強調臺日關係因此更加確認，對未來各方面的合作均有所助益。日本國會議員等政界人士也陸續組團訪台，加強推動臺日間在安全、防災、重建、文教、內政等領域之各項合作交流與投資。
2011年9月，日本前首相安倍晉三再次訪問臺灣，並會晤總統馬英九及民主進步黨主席蔡英文，他說「台灣捐助日本的善款超過日幣二百億元，可以說和世界其他國家的善款非常突出，也是世界第一，相信所有的日本人，對於台灣給予日本的溫情和援助，絕對不會忘懷。」安倍也表示日本與臺灣是有自由民主、基本人權以及法治社會等共同價值的友好夥伴。
2011年10月，日本前首相麻生太郎再次率團訪問台灣，參加國慶並前往台中感謝小學師生捐款援助日本震災，他表示『（日文原音）俗話說「患難見真情」，台日之間特別的友誼，在這次日本遭遇堪稱是國難的311大地震後，我們感受非常深刻；在此，我們期盼如此的友誼能延續至未來100年，感謝台灣給予我們的支持。』日本跨黨派「日華議員懇談會」會長、眾議員平沼赳夫也率57名現任參、眾議員來台祝賀台灣國慶。
2012年3月7日，日本前首相海部俊樹再次訪問台灣，拜會立法院長王金平等政要。
2012年3月12日，日本交流協會臺北事務所為感謝台湾協助賑災，舉行「東日本大震災追悼及復興感恩酒會」，總統馬英九與副總統當選人吳敦義等均應邀出席，席間今井正代表轉致野田佳彥首相以「邁向重生的決心」為題感謝台湾協助賑災的函件。
2012年3月16日，交流協會為紀念地震一周年及感謝台灣援助，特別於中正紀念堂演講廳播放影片表達對震災災民的追悼以及傳達日本努力重建的訊息，並製播一系列電視廣告和特別節目。
2012年4月19日，臺北駐日本經濟文化代表處馮寄台代表夫婦應邀出席日本天皇在東京赤坂御苑主持的「春季園遊會」。明仁天皇對馮代表表示，感謝台灣於去年東日本大震災時給予日本大量物資與金錢援助。

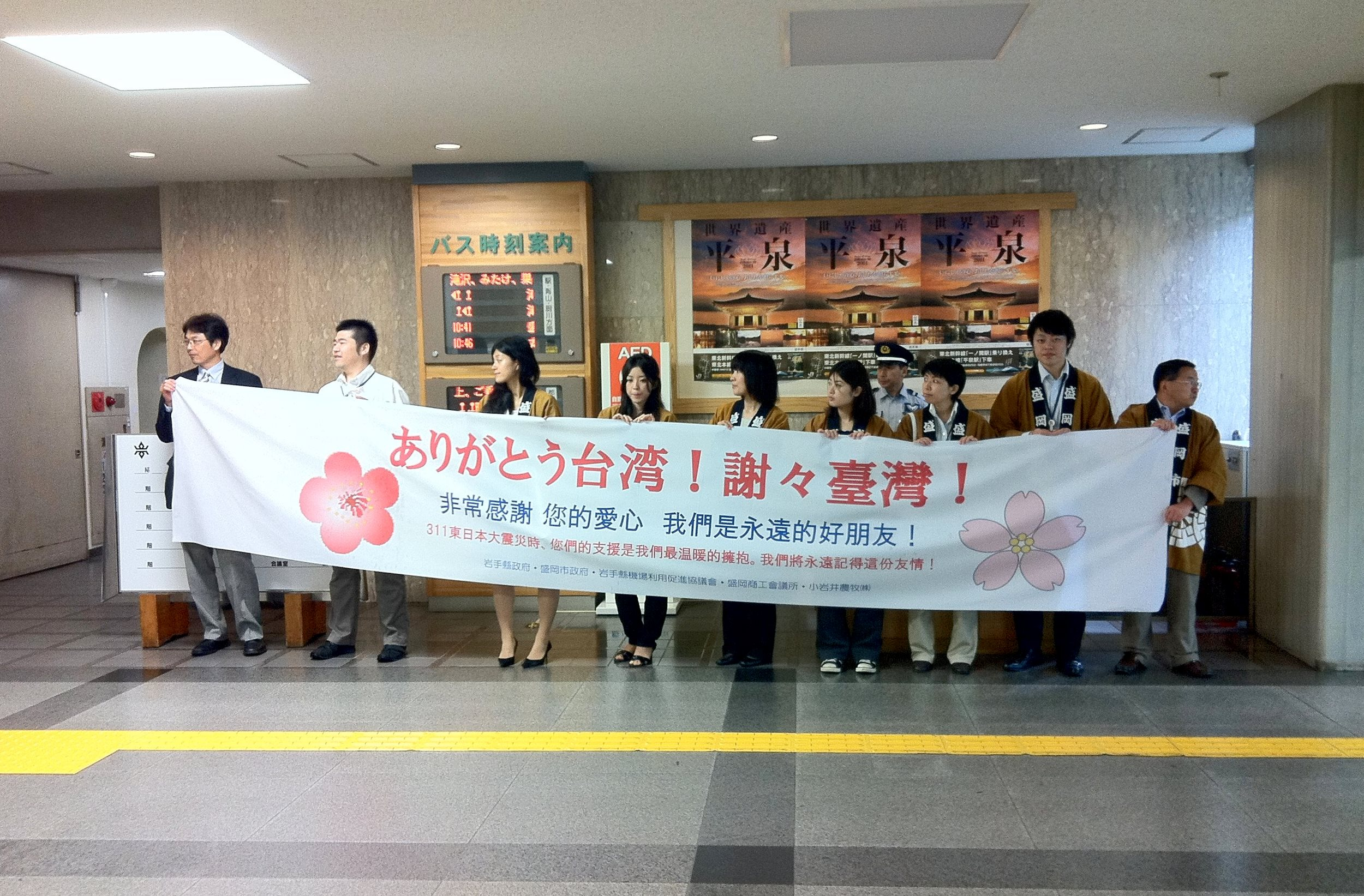
岩手縣與縣廳盛岡市謝謝臺灣

2012年5月，東京都議長中村明彥率團訪台。同月，台灣陸軍司令李翔宙上將訪問美國華府，日本駐美國防武官親臨出席官方晚宴，並代表日本政府向台灣人民致意感謝。

### 日本眾議院副議長訪臺
日本眾議院副議長衛藤征士郎（自由民主黨籍，曾任防衛廳長官與外務副大臣，日華議員懇談會副會長）於5月4日率團訪問台灣兩天，拜會總統馬英九、立法院長王金平，代表日本國會感謝台灣對震災的支援及協助。馬總統對這位他曾以總統候選人身分訪日時見過面的朋友表示，台灣所募得的對日捐款在台灣的對外援助史上可能是最大的一筆，台日關係不斷在進步，希望能具體落實台日兩國的「特別夥伴關係」。
衛藤征士郎是1972年以來首位訪問台灣的日本參眾兩院正副議長。他也強調台灣才是真正的好朋友，並參加交通部觀光局的活動、推動台灣遊客恢復前往日本旅遊。
2012年3月，衛藤副議長再度率團訪臺，特別致贈代表日本的櫻花及中華民國國花梅花各101株，並於臺中公園舉行植樹紀念儀式，為兩國深厚情誼做最佳見證。

### 臺日交流與合作
2011年7月，臺日雙方共同發表「支援東日本大震災復興、促進觀光－台日厚重情誼倡議」，主要內容為未來數年內台灣將持續促進觀光客訪日、協助日本農產品等安全性宣導、促進台日間進出口、致力教育學術等交流、共享核能安全領域相關情資等，台灣也將繼續支援日本災後復興與促進觀光。9月簽署臺日投資協議、11月完成臺日航約修訂以實現開放天空。2011年日本來臺投資金額較2010年成長11.18%。2011年日本來臺觀光客人數達129萬餘人，首次超過臺灣赴日觀光人數。2012年，臺灣旅客前往東北災區人數達到147萬人次，甚至大幅超越2010年的127萬人次。
2011年11月，臺北市獲選為2017年夏季世界大學運動會主辦城市，日本籍的國際大學生體育聯合會執行委員五十嵐久人感念臺灣人民對日本在震災中的無私援助，曾在臺灣爭取主辦權的過程中大力協助。
自2012年7月9日起，日本政府實施經國會所修法通過對旅居日本外籍人士的管理新制，旅日臺灣人的居留卡國籍・地域（NATIONALITY/REGION）欄正名記載為「臺灣」，而非「中國」。

### 安倍晉三政府答謝
2013年1月，外務大臣岸田文雄在致交流協會成立40周年紀念之賀辭表示：「根據民意調查的結果顯示，不論是日本或台灣，10個人內有7個人皆對對方抱有親切感。東日本大地震之後，台灣對日本提供了打破規格的支援，日本亦為表達對台灣的感謝而舉辦了無數的活動，這一切正反映著日台關係的親密。...殷切期盼...以至今所培養出的日台間良好的國民情感與緊密的實務關係為基礎，持續加強與台灣各界的相互信賴，推動日台間各項合作，使我國的人民與台灣的人民間的友誼能超越時代，超越世代，永遠綻放出璀璨的光芒。」
311震災兩周年追悼儀式在東京的國立劇場舉行，天皇明仁、皇后美智子與首相安倍晉三均致詞，臺灣駐日經濟文化代表處代表沈斯淳與岩手、宮城、福島3縣災區的罹難者遺族代表、日本內閣閣員、國會議員等上千人應邀出席，沈代表被安排坐在使節團區、並與各國駐日使節接受指名(在儀式中宣唱國名與代表機關名稱)上台獻花，代表政府與人民向罹難者及家屬表達悼念與慰問。內閣官房長官菅義偉在記者會上表示日本政府對於台灣各界在311震災的支援與協助表達感謝。官房副長官加藤勝信則表示「去年的典禮中，如果無意中傷了台灣各方大眾的感情，完全並非日本政府本意。」
安倍首相也於3月13日在臉書的官網頁面上再次感謝臺灣，他表示「去年舉行的慰靈儀式上，雖然有邀請招待台灣代表出席，但是竟然沒有唱名，遭日本國會議員及媒體批評「忘恩負義」。震災發生時，台灣匯贈了超過200億日圓的義援金，遠遠超過世界上任何一個國家，是日本很重要的朋友。這樣失禮的對應傷害了台灣各方的感情。今年我決定改變去年的處遇方式，懷抱著對台灣的謝意，特別以『唱名獻花』儀式邀請台灣參加。對於中國代表依不滿而缺席追悼儀式表示遺憾，但仍堅持對台灣表達感激。...我們要維持正確應有的禮儀，對於以台灣為首、給與我們諸多援助的所有國家，我們心中充滿無限感謝。」一周內即有七萬三千多名網友按讚、一萬多人轉貼、及三千七百多則留言。
3月中，日本法務省公布至2012年12月底為止，在日台灣人共有2萬2,779人，佔外國在日本總人數的1.1％，這是日本官方首次將臺灣人與中國人分別統計、獨立與各國人士並列。
3月25日，立法院長王金平率朝野立委代表團參加在東京舉行的第44屆亞太國會議員聯合會（APPU）年會，前首相野田佳彥在歡迎宴上強調，對臺灣在311東日本大震災的超乎想像的賑災款，他想向王金平等人表達由衷感謝，副首相兼財政大臣麻生太郎也在王金平致詞時予以熱情擁抱。國家公安暨防災大臣古屋圭司與復興大臣根本匠都很感謝台灣。

## 日本傳媒與人民的反應

### 謝謝台灣計畫

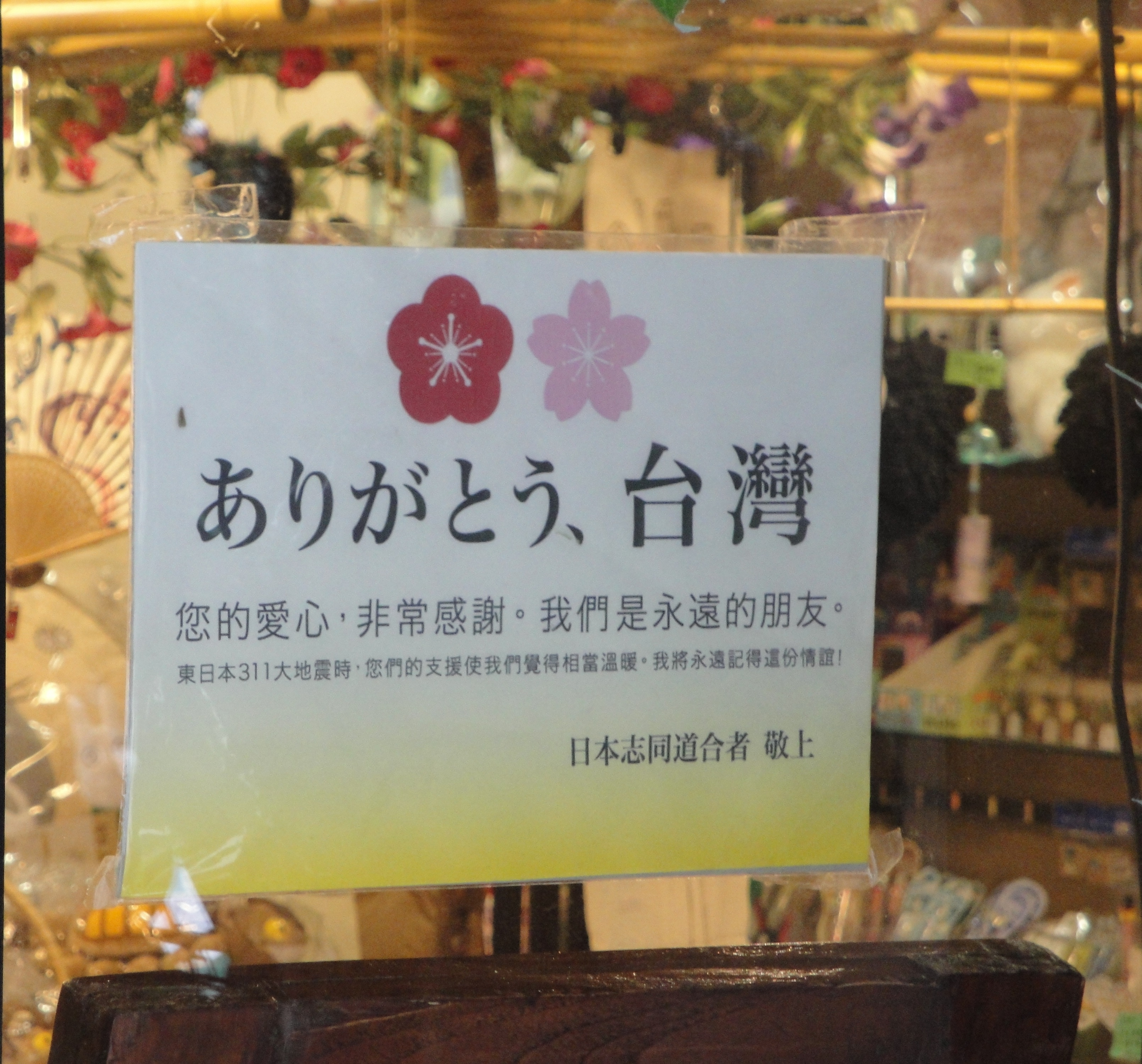
北海道釧路市商家所貼的「謝謝台灣」

日本政界、媒體與人民在驚訝於台灣捐款高居世界第一、認為台灣是患難見真情的朋友之際，也抨擊菅直人政府因顧忌中華人民共和國而未在台灣媒體上刊登感謝廣告，認為是對於台灣民眾善意的嚴重侮辱。
素未訪台的日本廣告設計師木坂麻衣子（網路ID：Maiko Kissaka）乃於4月19日在推特和部落格上發起「謝謝台灣計畫」，她表示，不能讓善良的台灣人認為「日本人不懂恩情」，乃號召網友一人捐款一千日圓，一週即募得超過一千九百多萬日圓，捐款總件數為6,015件，銀行帳本多達25冊，並於5月3日以「日本志同道合者」的署名在台灣兩大報《自由時報》與《聯合報》刊登標題是「感謝，台灣」、內文為「您的愛心，非常感謝。我們是永遠的朋友。東日本311大地震時，您的支援使我們覺得相當溫暖。我們將永遠記得這份情誼！」的半版廣告，並以素雅醒目的兩國國花梅花及櫻花圖案代表日本民眾對台灣的感謝，所餘款項則全數捐給日本紅十字會賑災。麻衣子說，向「謝謝台灣計畫」匯款者很多來自災區，其中有一位宮城縣災民寫信給她說，「我的家人和房子都不見了，但是台灣人給我們的溫暖永遠不能忘記」。她說，「毫無疑問，台日民間感情出現一個漲潮」。

### 傳媒與民意反應

某日本人在pixiv.net網站上繪贈給幫助（他/她）的台灣朋友的漫畫

日本的電視報章雜誌多次報導臺灣的支援，其中富士電視台為感謝台灣的協助與捐款，特別製播報導《台灣媒體報導東日本大震災及其影響》（台湾のメディアが伝えた東日本大震災とその影響），讀賣放送電視台也赴臺企劃《謝謝台灣之旅》專輯，將臺灣濃厚的人情味傳遞給日本觀眾。
日本網友或彙整臺灣政府與人民之援助《東北太平洋近海地震時，台灣給我的東西》（東北太平洋沖地震　その時、台湾がくれたもの）或創作《日本人感謝台灣援助震災！》、《【給台灣人民】真的非常感謝【來自日本】》（【台湾の人々へ】真的非常感謝【日本より】）、《謝謝台灣·謝謝台灣》（謝謝台灣・ありがとう台湾）、《謝謝台灣-311地震》（Thank you Taiwan -311 Earthquake）、《感謝台灣》、《台灣　感謝　謝謝　謝謝您們　T恤》（台湾　感謝　ありがとう　謝謝您們　Tシャツ）等許多短片以表達感激，並已經有數十萬網友點閱。
震災後，台灣人慷慨解囊，感動許多日本人，日本民眾抵台觀光，未減反增、逆勢成長，許多日本旅客包機「全台走透透」。
臺灣駐日代表處委託知名的「尼爾森民調公司」日本分公司，於2011年5月18至23日，針對此次震災災區外之日本全國20歲以上男女民眾，以電話及網路方式進行對於台灣之觀感調查。與代表處於2009年以相同題目所作的民調相較：
- 66.9％受訪者對台灣有親近感（47.6%感到親近; 19.3%感到非常親近），較2009年的56.1％增加10.8％。
- 91.2％受訪者認為現在台日關係良好（72.5%認為良好; 18.7%認為非常良好），較2009年的76％增加15.2％。
- 84.2％受訪者對台灣感到信賴（64.0%有些信賴; 20.2%非常信賴），較2009年的64.7％增加19.5％。
- 80.8％受訪者未曾去過台灣，今後想去台灣者有78.3％，較2009年的61.2％增加17.1％。[175]

### 中國媒體人孔建言論爭議
北野武於5月9日在朝日電視台主持的政論節目《北野武的TV擒抱》邀請多國記者與學者等就世界各國對日本震災的態度和反應討論。節目中，中國畫報日文版總編輯孔健认为台灣的捐款應納入整个中国的額度（中國所捐3.7億日圓遠遠低於台灣捐款至少180億日圓的額度），此言一出即引發現場譁然。日本資深記者山際澄夫當場反駁「台灣是台灣，中國是中國，這是事實！」在座的韓國學者也質疑「台灣和中國為什麼要混為一談？」山際並表示「捐給日本最多的是台灣，比美國還多！但是（日本）政府卻呈現外交腦死（思考停止狀態），竟然未（登報）感謝台灣？！」此事立即引發全國日本人抗議，經媒體報導後，迅速在日本與台灣引發直接（匯款）與間接（納稅）捐助人的反彈。
有網友在Youtube上傳標題《日本節目：「在日本最苦的時候，這當中捐款給日本最多的是台灣!」》的影片讚揚山際對該發言的立即澄清。

### 311週年 元氣日本，謝謝台灣
2012年3月11日，時逢311東日本大地震1週年，財團法人交流協會（日本交流協會）台北事務所特別製作「元氣日本，謝謝台灣」311特別節目，答謝台灣朋友在地震期間，率先提供日本民眾最多的援助。
張榮發基金會等單位主辦的「日本三一一週年追思音樂會」20日在國家音樂廳舉行。楊力洲拍攝的紀錄片「甦」，就是以其中4位即將來台表演的日本合唱團成員為對象，進行訪談與紀錄。
此外，日本交流協會為了感謝台灣民眾對日本震災的協助，特別製作致謝廣告，11日零時起在YouTube供民眾下載，各電視台也將從明天起陸續在廣告破口播出，網路與電視版本時間從30秒到4分鐘，長短不一。
此次的感謝廣告，是世界上首次的跨國感謝廣告。

### 日本球迷自發感謝臺灣

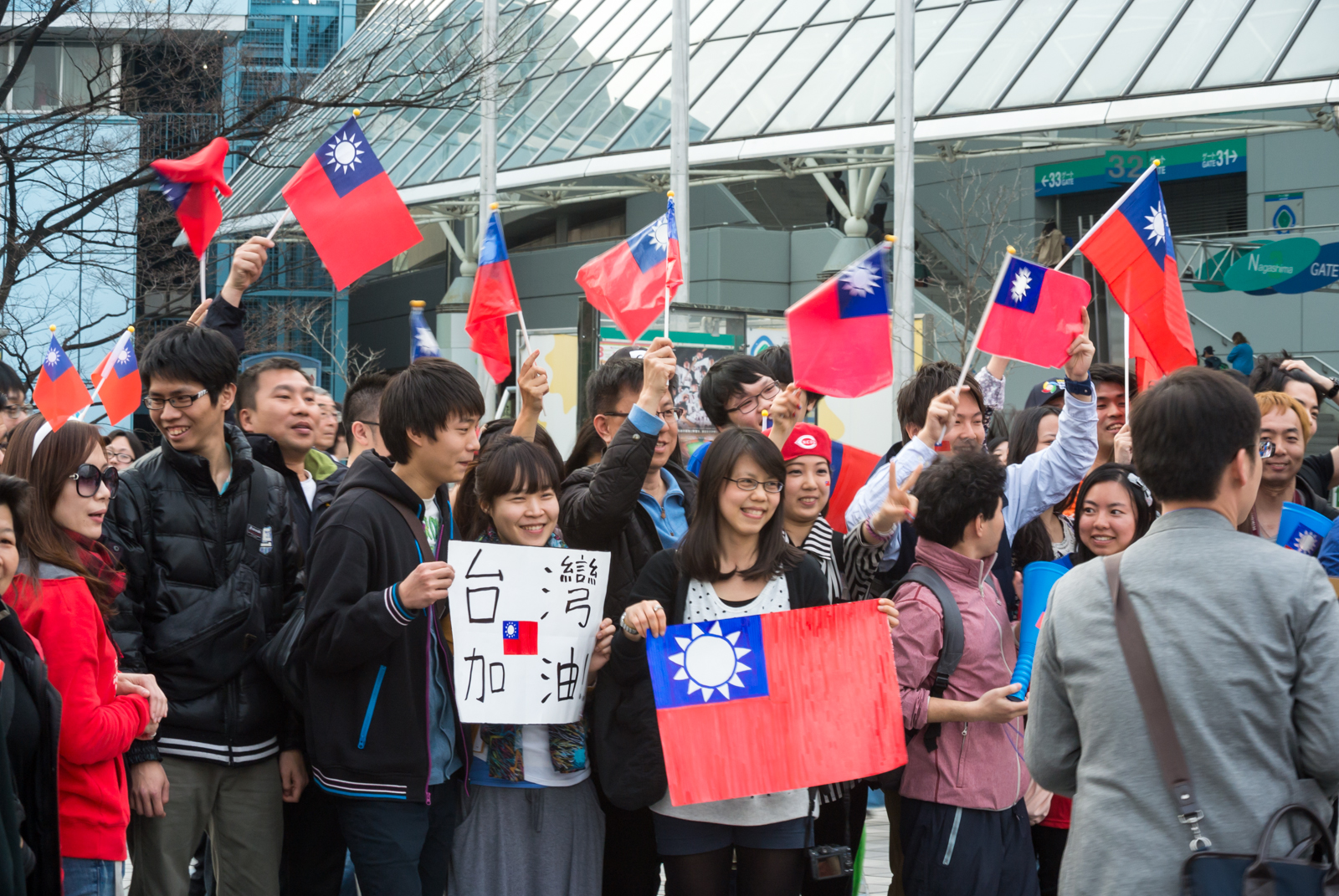
東京巨蛋棒球場外持國旗與看板為臺灣加油的球迷們

2013年3月7日，日本插畫家美香（Mika）於第三屆世界棒球經典賽前在自己的臉書上張貼頭纏臺日兩國國旗的貓咪握手致意並以對方語言向對方加油的圖樣，引起球迷及批踢踢網友的關注。日本民眾加藤秀彦也在臉書上發布「台灣的國民所得雖然比日本少，卻願意將手中的錢捐給我們，讓我好震撼。我們計畫在台灣出賽那天，在東京巨蛋發送1,000張如圖的海報，為台灣加油打氣！...在311震災即將屆滿兩週年之際，再次向台灣表達災後給予日本大力支援的感謝之意。」3月8日，臺日對戰時，許多日本球迷在場內外自製看板、布條感謝臺灣對震災的援助，透過電視轉播傳到世界各地。當導播將鏡頭帶到一位舉著「感謝台灣 2011,311」卡片的日本球迷時，引來全場大聲鼓掌，讓在現場觀戰的臺灣作家九把刀大呼感動，更透露當他要離開球場時，有位坐在走道後端的日本女生還起身向他鞠躬說謝謝。日本隊在延長賽以4:3獲勝後，台灣代表隊圍在投手丘上向觀眾深深一鞠躬，臺灣球迷也以日文在中華民國國旗寫上「恭喜日本」（日本おめでとう）等方式展現友好風度。後續的臺灣與古巴之戰，亦有日本球迷手持臺灣國旗為臺灣加油。富士電視台之後還製作特輯「台灣戰的奇蹟─圓陣敬禮的秘密」（台湾戦の奇跡_円陣_お辞儀の秘密）解密兩國溫暖情誼。

### 日本醫院建紀念碑感謝台灣援助
日本宮城縣「町立南三陸醫院及保健福祉中心」於311大地震時被海嘯沖毀，後來接受台灣的善款重建，2015年11月25日正式啟用，還特別設立了一座紀念碑，上面刻有中華民國國旗、南三陸町旗以及「絆」字，象徵台日友誼長存。

### 311十週年，捷運中山站千張感謝照巨型看板
東日本大地震10周年，台北捷運中山站展出以「謝謝台灣！我愛台灣！期待再次相見」為題的30公尺大型看板，收集了日本東北民眾的1,200張感謝留言照片，感謝台灣十年前的援助。